# Ткачук Геннадій Віталійович
Ткачук Геннадій Віталійович (нар. 27 серпня 1968, місто Вінниця) — український політик. Народний депутат України. Позапартійний. Заслужений юрист України (2019).

## Освіта
Має три вищі освіти: У 1994 році закінчив Вінницький державний політехнічний університет за спеціальністю інженер-конструктор. У 2005 році закінчив Львівський національний університет імені Івана Франка за спеціальністю правознавство. У 2011 році закінчив Одеський регіональний інститут державного управління НАДУ при Президентові України, магістр державного управління.

## Кар'єра
З 1998 працював на посаді головного юриста ТОВ «Укрсервіс-плюс» м. Вінниця. З 1998 року — голова Вінницької обласної спілки «Працівників торгівлі, сфери надання послуг та громадського харчування». З 2005 — член правління Вінницького обласного громадського об'єднання «Подільська спілка підприємців та ділових людей».
З 2010 року — голова виконавчого комітету Вінницької обласної організації політичної партії «УДАР (Український Демократичний Альянс за Реформи) Віталія Кличка».
Обирається депутатом Вінницької міської ради, трьох скликань: IV-го (2002–2006), V-го (2006–2010), VI-го (з 2010–2012).
У 2004 році визнаний меценатом року міста Вінниці.

## Парламентська діяльність
У 2012–2014 — народний депутат України 7-го та скликання від політичної партії «УДАР (Український демократичний альянс за реформи) Віталія Кличка», № 21 у списку. Голова підкомітету з питань будівництва та архітектури Комітету з питань будівництва, містобудування і житлово-комунального господарства та регіональної політики.
З 2014 — народний депутат України 8-го скликання від політичної партії «БЛОК ПЕТРА ПОРОШЕНКА», № 42 у списку. Співголова підкомітету з питань обрання на посади суддів безстроково Комітету з питань правової політики та правосуддя.
Був одним з 59 депутатів, що підписали подання, на підставі якого Конституційний суд України скасував статтю Кримінального кодексу України про незаконне збагачення, що зобов'язувала держслужбовців давати пояснення про джерела їх доходів і доходів членів їх сімей. Кримінальну відповідальність за незаконне збагачення в Україні запровадили у 2015 році. Саме кримінальна відповідальність була однією з вимог ЄС на виконання Плану дій з візової лібералізації, а також одним із зобов'язань України перед МВФ, закріпленим меморандумом, таким чином Ткачук був одним з тих депутатів, які підписали подання, метою якого було вивести корупціонерів з під кримінальної відповідальності, всупереч вимогам ЄС, який вимагав саме такої суворої відповідальності за корупційні злочини..

## Сім'я
Одружений, виховує двох синів.

## Публікації
- Звіт за перший рік діяльності народного депутата
- Небезпечні гастролі. Чому Кобзон, Газманов, Безруков та інші досі не заборонені в Україні?
- Іменні квитки — неповага до фундаментальних прав людини
- «Що вище паркан, то кращий сусід». Нам потрібен Великий український мур Главком, 30.10.2014

## Представництво в мережі
- Персональний сайт
- Сторінка Г.Ткачука у Фейсбук
- Власний блог Г.Ткачука